# Drosophila huckinsi
Drosophila huckinsi är en tvåvingeart som beskrevs av Etges och Heed 2001. Drosophila huckinsi ingår i släktet Drosophila och familjen daggflugor.
Artens utbredningsområde är Mexiko.